# Rhinotropis acanthoclada
Rhinotropis acanthoclada är en jungfrulinsväxtart som först beskrevs av Asa Gray, och fick sitt nu gällande namn av J.R.Abbott. Rhinotropis acanthoclada ingår i släktet Rhinotropis och familjen jungfrulinsväxter. Inga underarter finns listade i Catalogue of Life.